# Chapelle de la Madeleine (Saint-François d'Assise)
Pour les articles homonymes, voir Chapelle de la Madeleine.

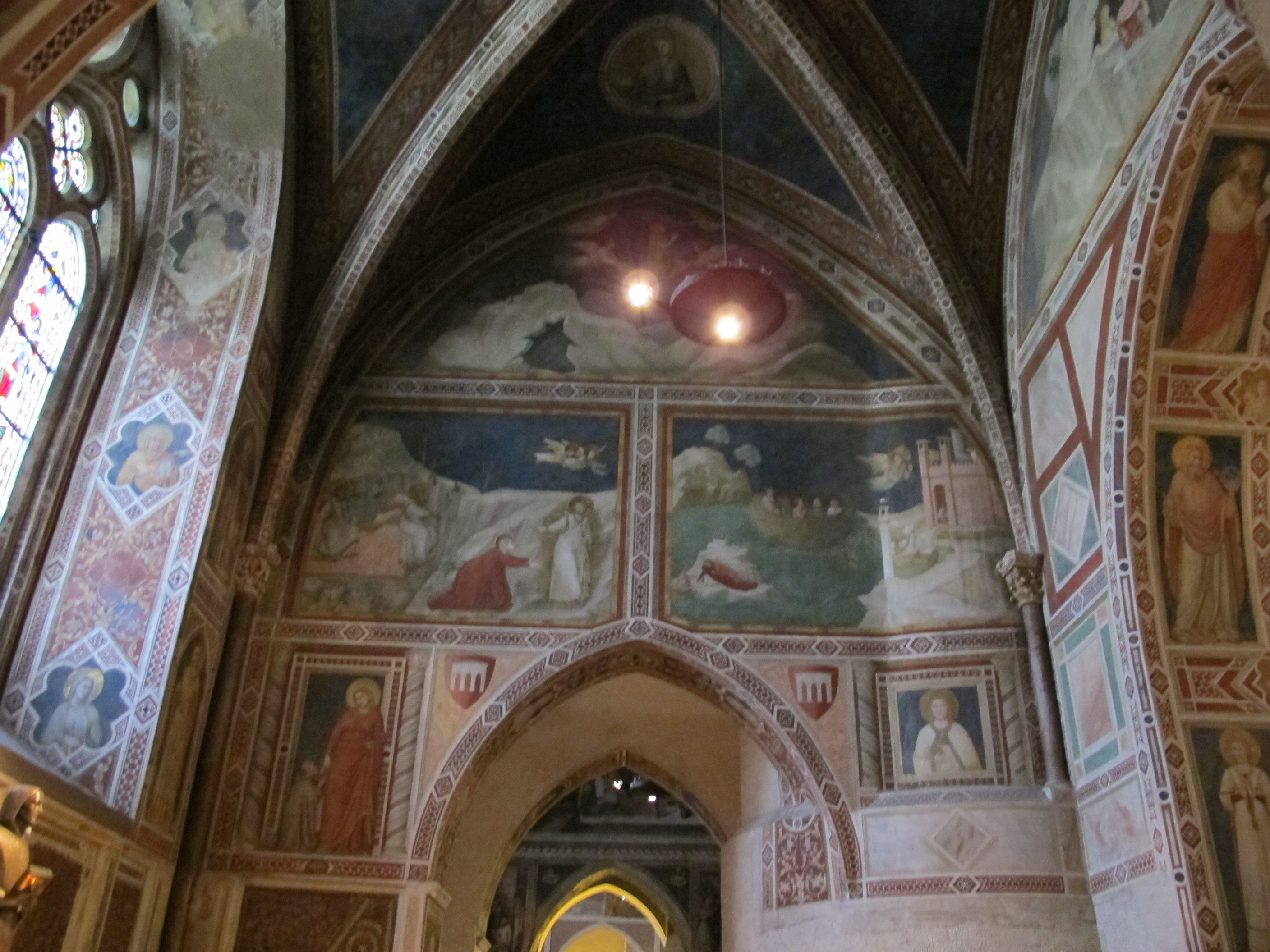
Chapelle de la Madeleine, mur de droite

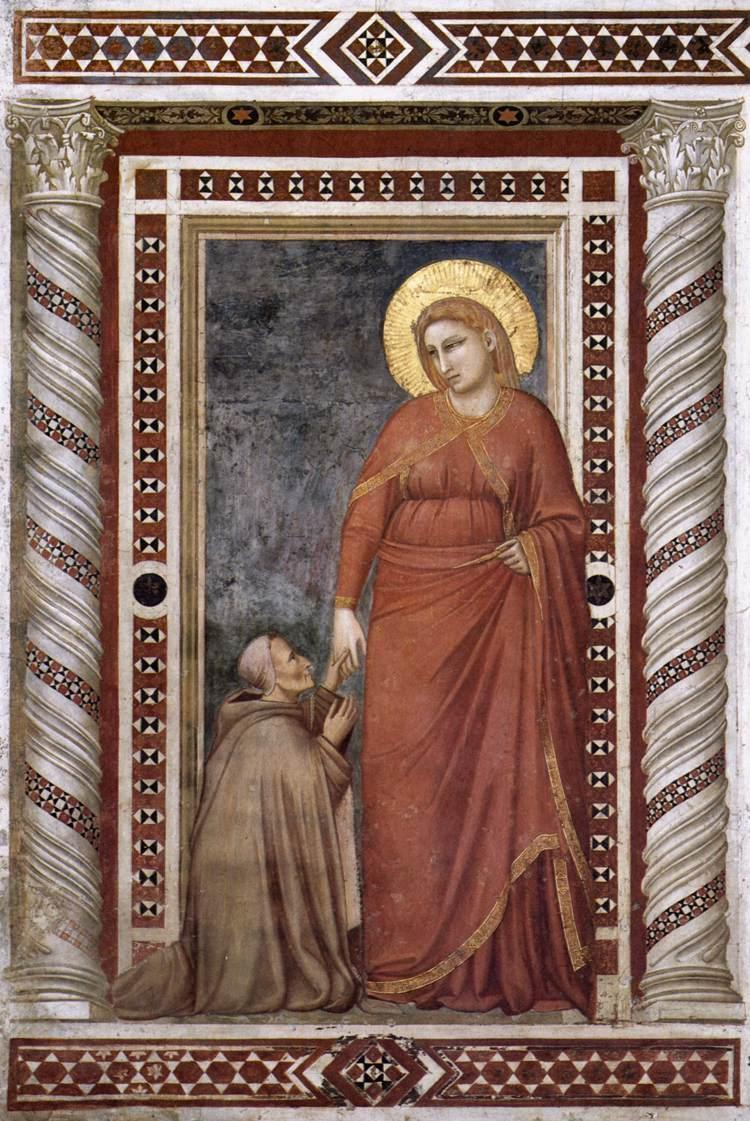
Marie Madeleine et l'évêque Pontano

La chapelle de la Madeleine est la troisième chapelle sur le côté droit de l'église inférieure de la basilique Saint-François d'Assise. Elle a été peinte à fresque vers 1307-1308 par Giotto et ses collaborateurs avec les Histoires de Marie de Magdala.

## Histoire
La décoration a été commandée par l'évêque d'Assise Teobaldo Pontano, en fonction de 1296 à 1329, à Giotto et à son atelier peu après la fin de la chapelle Scrovegni. Les fresques sont généralement datées de 1307 à 1308. En effet, un acte notarié établi à Assise et daté du 4 janvier 1309 déclare remboursé un emprunt contracté par Giotto, qui cependant est absent de la ville et est représenté dans l'acte par Palmerino di Guido. Le document a toujours été considéré, à juste titre, comme la preuve que Giotto était présent à Assise jusqu'à récemment, et comme s'il voulait désormais rembourser toutes ses dettes. Giotto a travaillé sur les fresques de la chapelle avec ses plus proches collaborateurs, dont le dit Parente di Giotto (Stefano Fiorentino ?) et le Maestro delle Vele (Angiolello da Gubbio ?).
À la fin du XVIIIe siècle, les fresques ont été nettoyées par C. Fea, car devenues presque illisibles en raison de la turbidité causée par l'humidité et la fumée des bougies. En 1850, elles subirent de graves dommages à la suite d'un coup de foudre qui frappa la chapelle. Une nouvelle restauration, par D, Brizi, eut lieu en 1912, qui a éliminé les obscurcissements, mais a retrouvé la couleur fanée, et parfois « souriante », que l'on voit encore aujourd'hui.
L'attribution au maître a été discutée : initialement exclue par la plupart des historiens qui renvoyaient l'ensemble de la décoration à l'atelier ou à des élèves doués avec une date ultérieure, qui peut être située jusqu'aux années 1420 et au-delà, quelques pièces ont ensuite été mises en évidence dans lesquelles la main de Giotto lui-même serait intervenue, notamment la Résurrection de Lazare, le Débarquement à Marseille et Marie Madeleine avec Zosime. Bernard Berenson est même allé jusqu'à interpréter la Cène dans la maison du Pharisien et le clipeus dans la voûte comme des autographes de Giotto. D'autres, à partir de Thode, émettent l'hypothèse d'une conception générale du maître, le projet étant réalisé par l'atelier, opinion ensuite partagée par Perkins, Ryss, Gnudi, Renard, Previtali et d’autres.

## Description
La voûte et les murs de la chapelle sont entièrement couverts de fresques, avec un revêtement de marbre au fond qui provient de l'ancienne iconostase de l'église supérieure. Dans l'archivolte de l'arc brisé menant à la nef, il y a six paires de saints, trois à droite et trois à gauche, reconnaissables par leurs attributs et des inscriptions : Catherine et Agathe, André et Georges, Pierre et Matthieu, Agnès et Rose, Nicolas et Paul l'ermite, Paul l'apôtre et Antoine Abate. Dans les coins de la voûte, à l'intérieur du Clipeus sur fond bleu outremer, figurent Jésus, Marie Madeleine, la Vierge Marie (ou Sainte Marthe ) et Saint Lazare.
Les murs sont divisés horizontalement en trois registres séparés par des décorations qui simulent des mosaïques cosmatesques. Dans le registre inférieur du mur de gauche, figurent L'Évêque Teobaldo Pontano au pied de San Rufino et, de l'autre côté, la figure d'un  martyr , suivi dans le registre supérieur par la Cène dans la maison du Pharisien, la Résurrection de Lazare et, dans la lunette, Madeleine communique avec saint Maximin et est transportée au ciel. Dans les espaces triangulaires sur les côtés de l'arc, figurent deux armoiries de l'évêque Pontano.
Le mur droit présente dans le registre inférieur Le cardinal français Pietro di Barro en habit monastique pris par la main par Madeleine et le buste de San Rufino, toujours près des armoiries de Pontano ; dans le registre du milieu, le Noli me tangere et  L'Abordage de Madeleine dans le port de Marseille (où Maximin, Madeleine, son frère Lazare, sa sœur Marthe, le serviteur de Marthe, Martilla et Cedonio, aveugle de naissance guéri par le Seigneur, arrivent sains et saufs dans le port bien que le bateau soit sans gouvernail ; sur le rocher on aperçoit la princesse morte) et dans la lunette Madeleine en conversation avec les anges.
Sur la lunette du mur d'entrée, est représentée Marie Madeleine recevant les robes d'ermite de Zosimo. Dans la fresque, la délicatesse de Marie Madeleine est mise en valeur par la couleur très claire en contraste frappant avec ses cheveux dorés et la robe rose qu'elle tient à la main.
Le mur du fond a un vitrail avec des Scènes de la vie de Madeleine et des saints, antérieur aux fresques et attribué à un maître ombrien pré-giottesque. Sur les côtés de la grande fenêtre,  deux compartiments plus petits comprennent chacun deux figures de saints, disposées l'une au-dessus de l'autre :  à gauche, une sainte pénitente avec une robe et de longs cheveux lâches, peut-être Madeleine elle-même, et en dessous une sainte avec l'attribut du tambour, que l'inscription « Maria soror Moysis » permet d'identifier comme la sœur de Moïse ; à droite Sainte Hélène (« S. Elena maet Constantini ») et un martyr avec une palme, non identifiable.
Dans les ouvertures de la grande fenêtre, à l'intérieur de huit compartiments lobés, les bustes de saints ne sont pas non identifiables. Un décor similaire se retrouve à l'intérieur des arcades latérales qui mènent aux chapelles adjacentes.

## Style

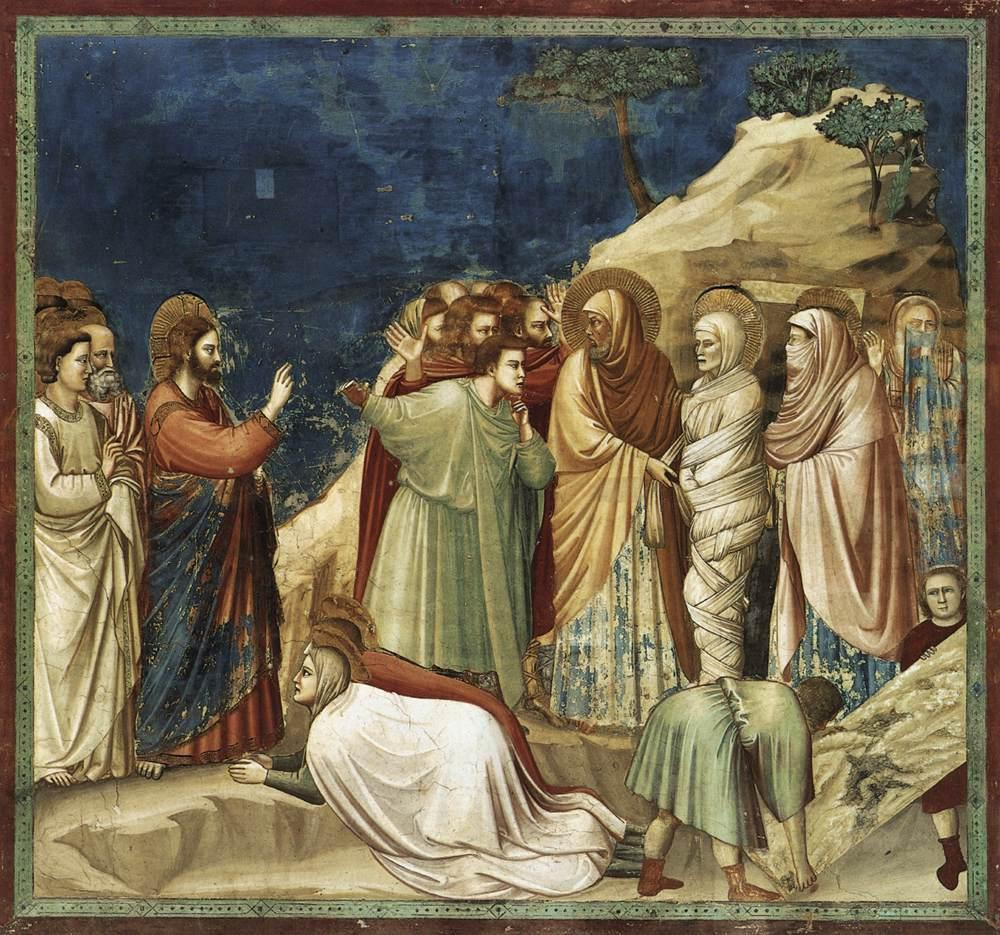
Padoue, résurrection de Lazare (Giotto).

Les scènes, contrairement aux Histoires de saint François ou au cycle pictural de la chapelle Scrovegni, ne présentent pas de « boîte spatiale ». Elles sont plus larges grâce aux plus grandes surfaces disponibles, qui permettent des scènes plus grandioses et ouvertes. La Résurrection de Lazare, par exemple, comparée à celle de  la chapelle des Scrovegni, montre plus ou moins les mêmes acteurs et des gestes similaires, mais ici, elle a un souffle plus monumental, avec des pauses calibrées qui se créent entre le geste éloquent du Christ, Marie agenouillée et le groupe autour du ressuscité, encore bandé et malodorant, comme l'indique l'homme qui se couvre le nez avec son manteau. Les physionomies sont différentes par rapport à Padoue : les types physiques méditerranéens ont des cheveux plus clairs, d'un blond-roux, et souvent des yeux bleus.
La scène de  La Madeleine recevant la robe de Zosimo, dans la lunette, est dominée par la grande forme pyramidale et lumineuse de la roche blanche, presque aussi douce qu'un nuage. Le profil barbu du moine est étudié avec une grande subtilité, venant anticiper le naturalisme d'artistes postérieurs tels que Giottino ou Giusto dei Menabuoi.
La peinture apparaît plus intense, avec des couleurs presque pâteuses, comme on peut le voir clairement, par exemple, dans les roches des fonds, loin de la pierre des Histoires de saint François dans lesquelles se trouvaient encore des conventions byzantines. Les ombres  contrastées sont souvent imprégnées de couleur. L'éventail des expressions utilisées dans les visages apparaît plus large et plus multiforme, parfois aussi plus énigmatiques. Comme à Padoue, les détails sont soignés, comme pour le tabouret tourné sur lequel le Christ est assis dans la Cène dans la maison du Pharisien.
Si les parties signées montrent des progrès considérables, celles non-signées sont moins avancées que les fresques de Padoue, avec une certaine fragilité rappelant les dernières scènes des Histoires de saint François attribuées au Maestro della Santa Cecilia .

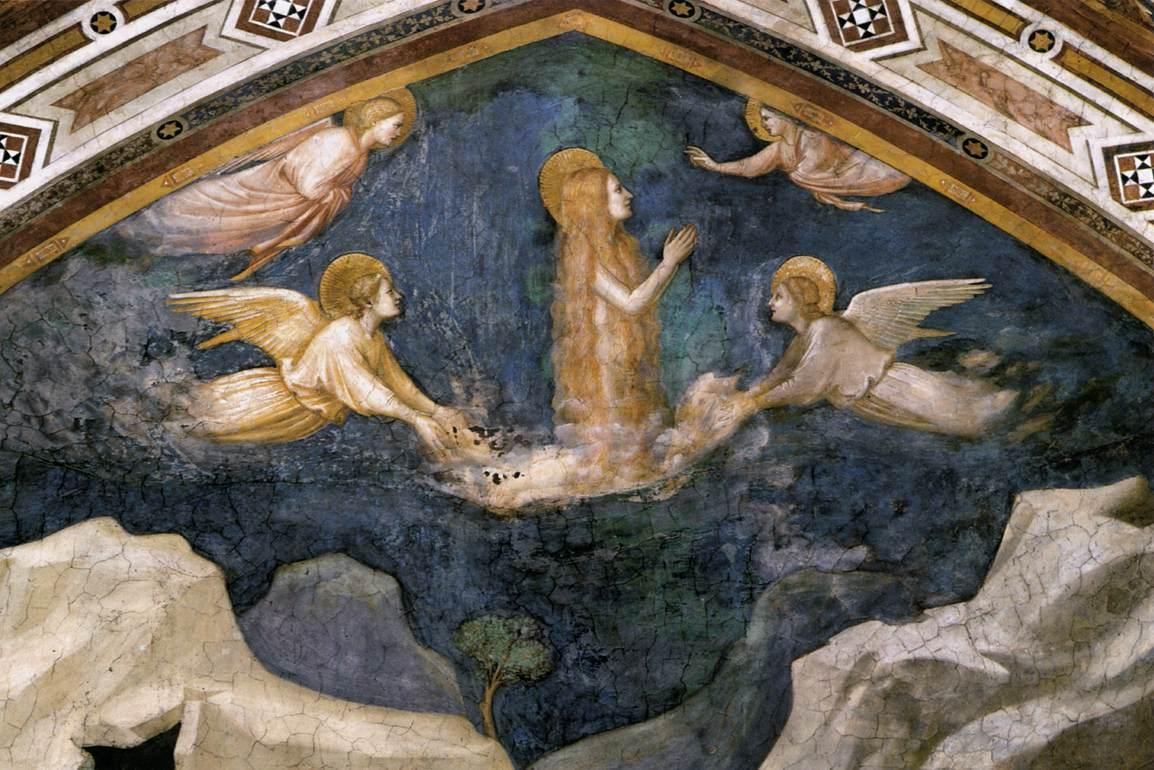
Marie Madeleine portée au ciel par les anges.
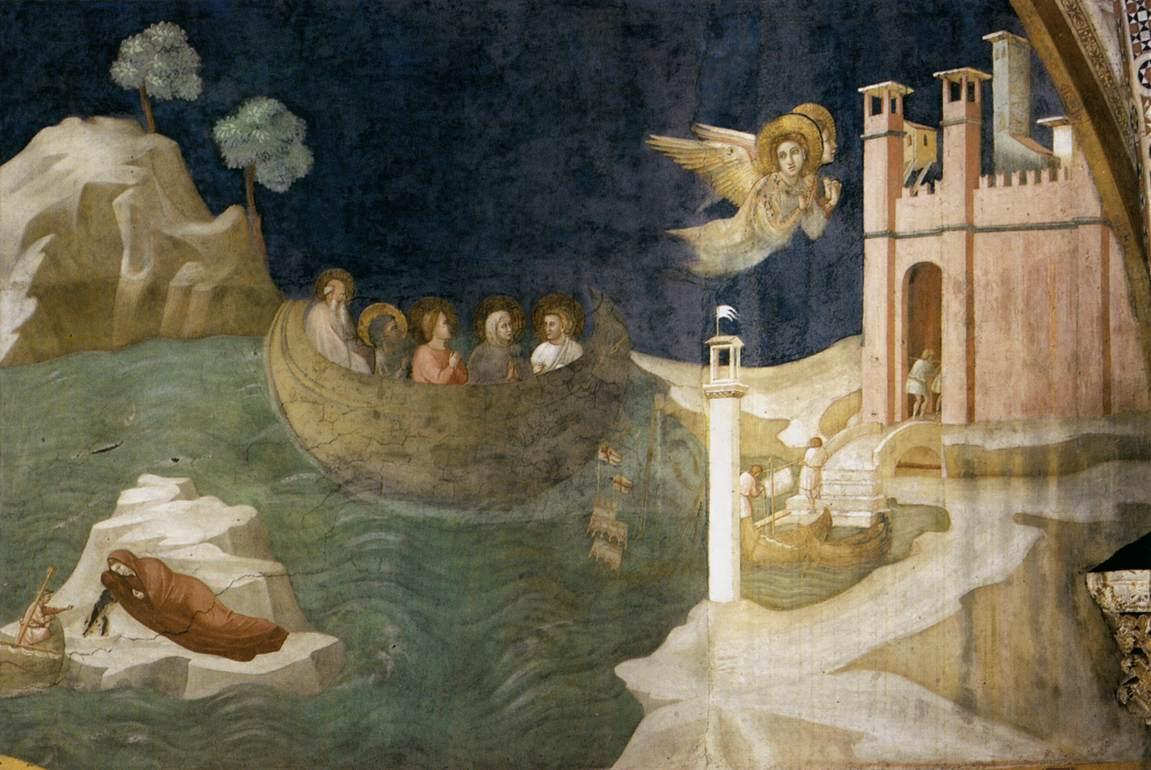
Abordage à Marseille.
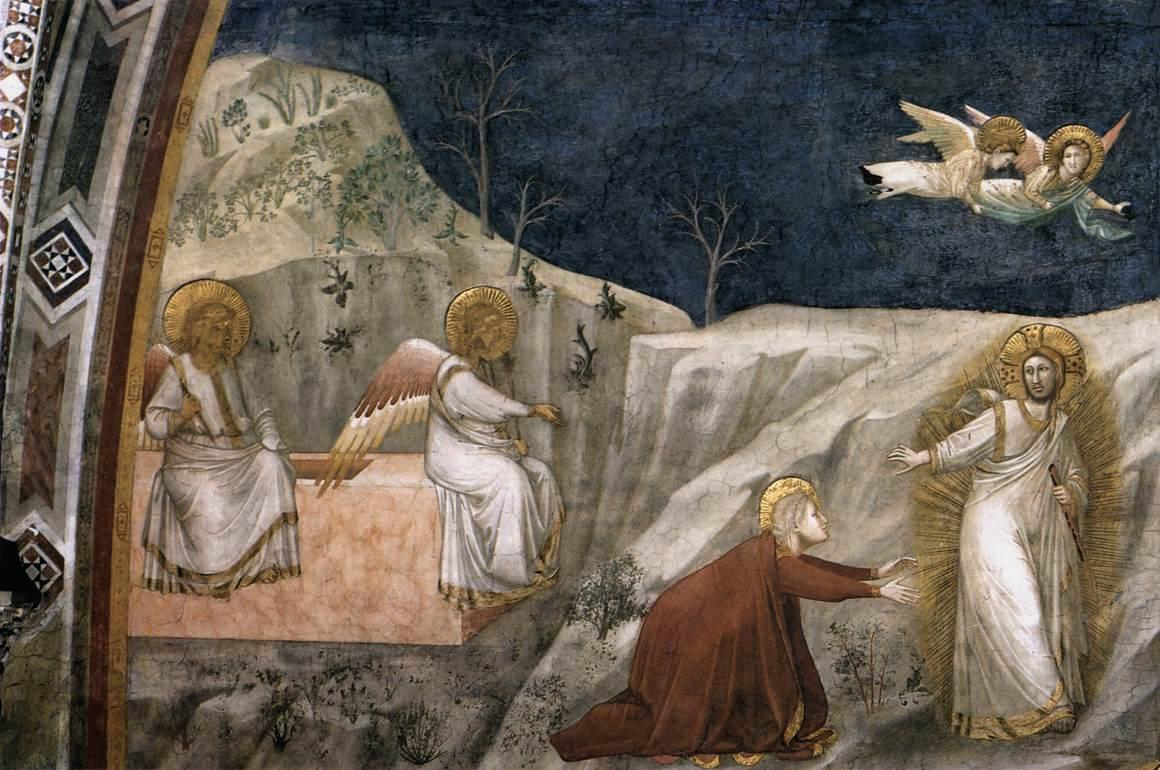
Noli me tangere.
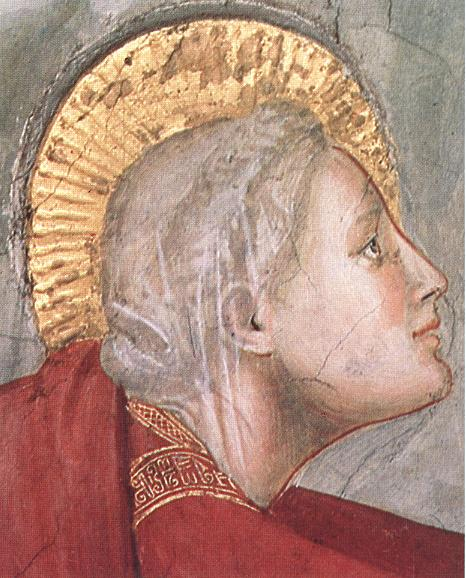
Noli me tangere, détail.
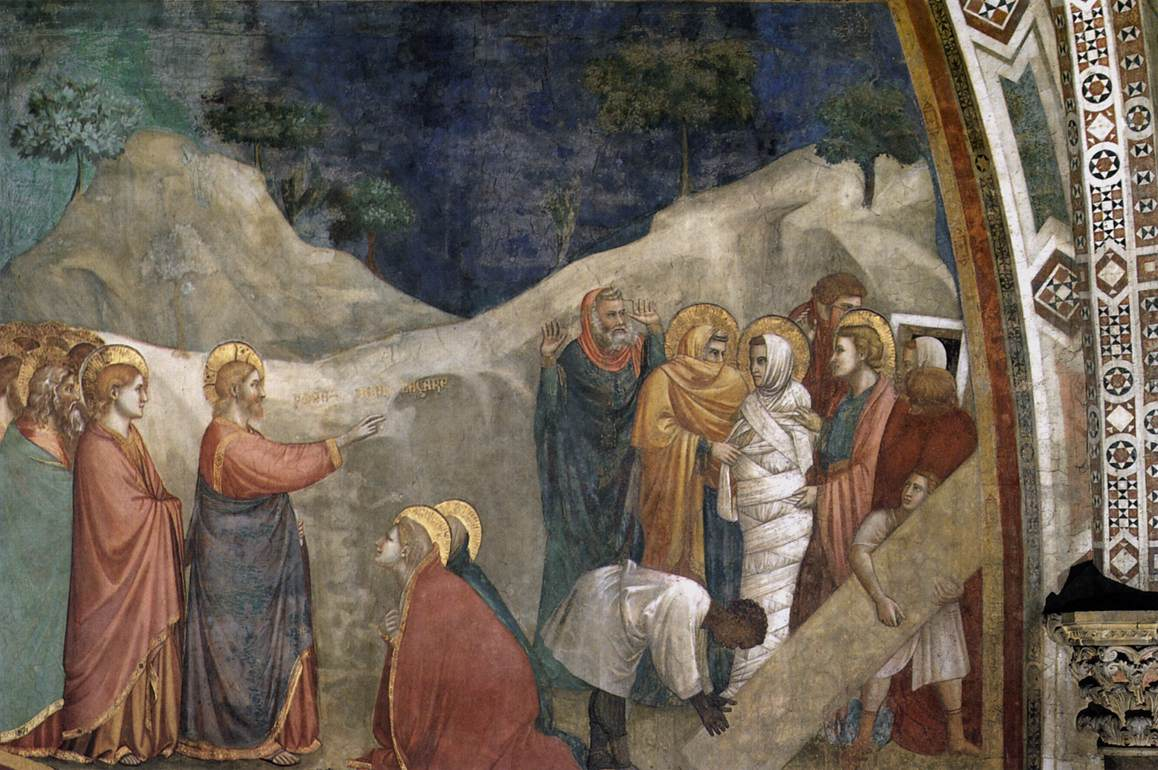
Résurrection de Lazare.
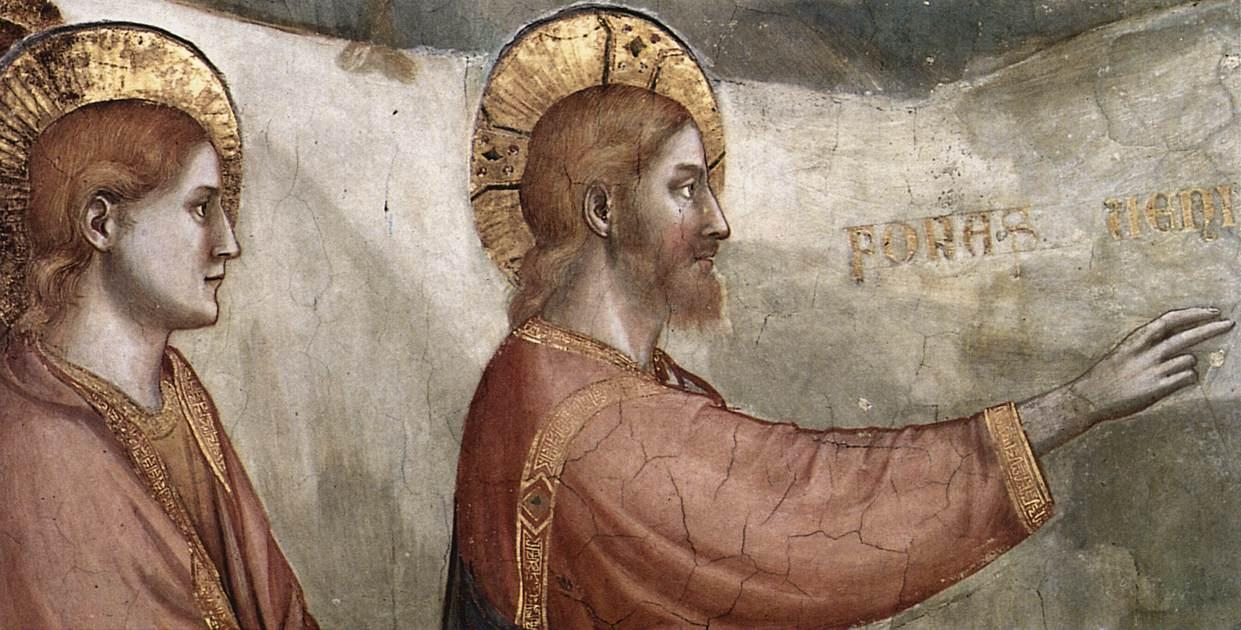
Résurrection de Lazare, détail.

## Source
- (it) Cet article est partiellement ou en totalité issu de l’article de Wikipédia en italien intitulé « Cappella della Maddalena » (voir la liste des auteurs).